# Wilhelm Otto Reitz
Wilhelm Otto Reitz (1702-1768) fue un historiador de Alemania.

## Biografía
Reitz nació en Offenbach en 1702, y era hermano de Frederick Reit (1695-1778), filólogo quien estudió medicina y literatura antigua en Utrecht, y posteriormente profesor de universidad, dejando escritos dos discursos latinos y de Conrad Reitz (-1773), profesor del gimnasio de Harderwick, autor de Lexicon lucianeum, 1746.
Reitz fue profesor de historia a Middelbourgh y dejó escrito un libro de historia de Teófilo, jurista bizantino, otro de ritos y ceremonias de la antigua Roma, tesauro de derecho civil y canónico, tomo 5, de Meerman, y basílicas de Justiniano.

## Obras
- Belga gracians, Róterdam, 1730,
- Annotationes sporades, 1739.
- Icti et antecessoris,.., Basel, 1760.
- Rituum qui olim apud romanos, Amstelodami, 1779.
- Thepfilli paraphrasis Justiniani, Ámsterdam, 1860.
- Basiliorum lirbi IV
- Otras